# Jōruri-ji (Matsuyama)

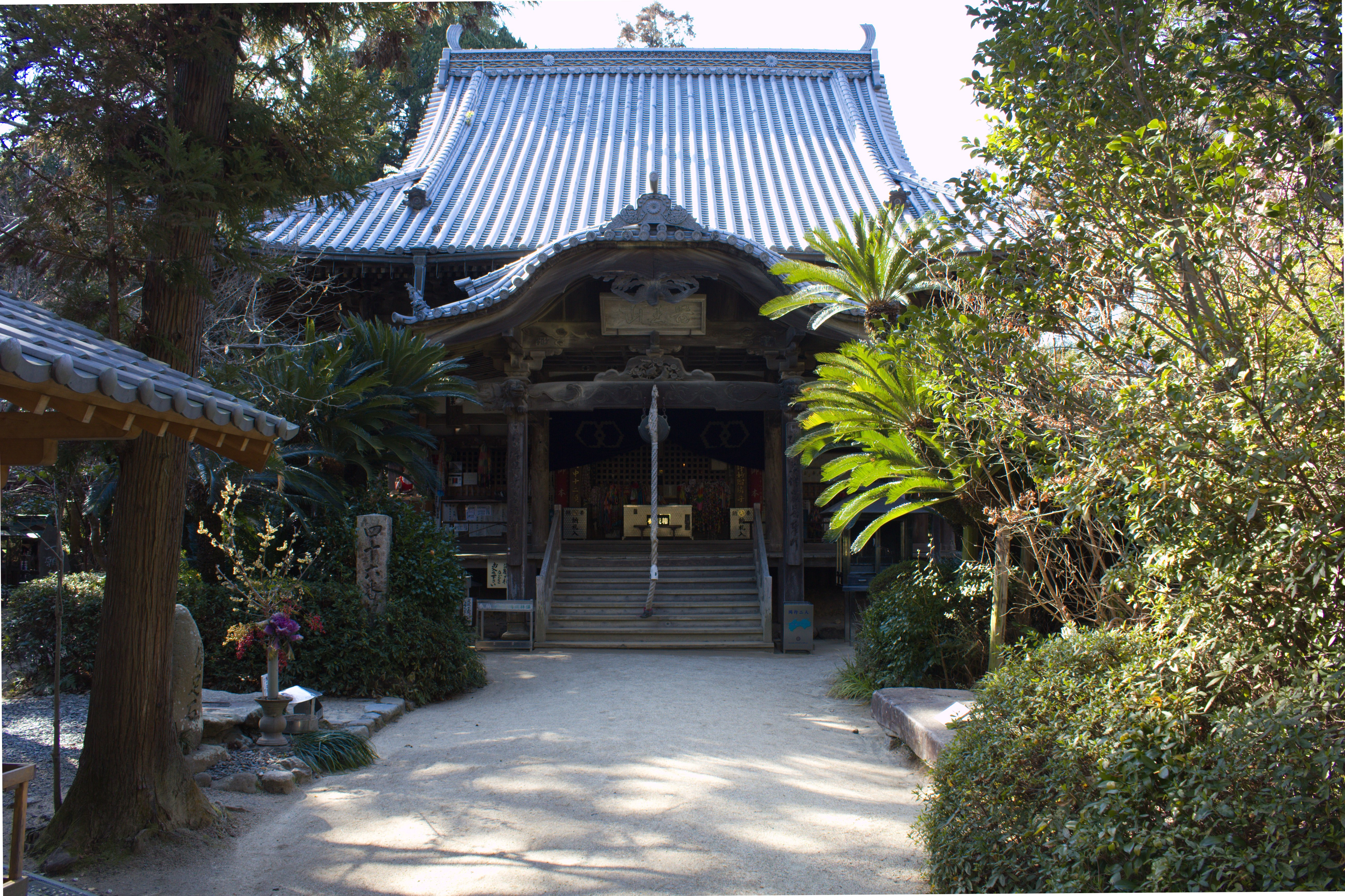
Haupthalle

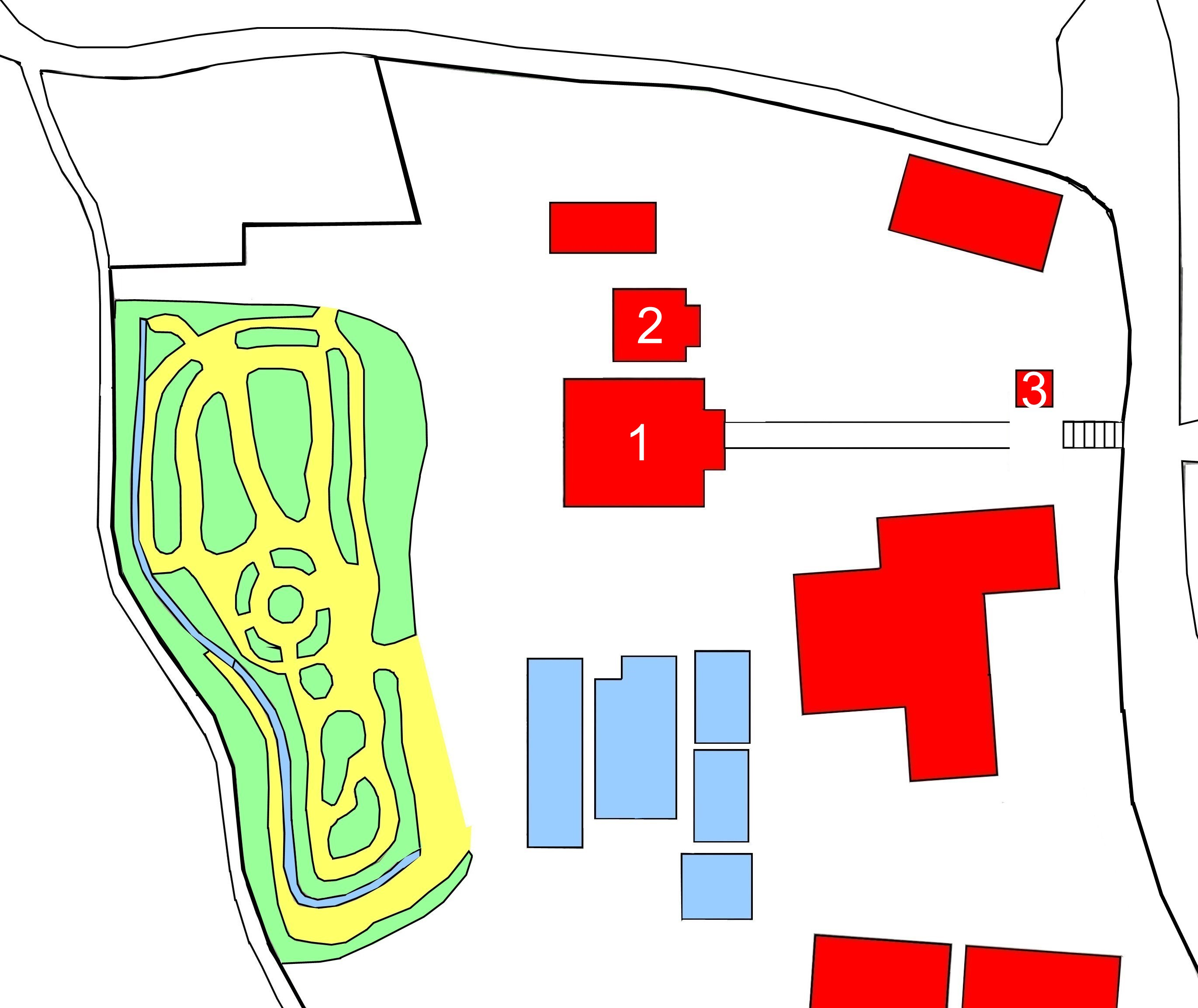
Plan des Tempels (s. Text)

Der Jōruri-ji (japanisch 浄瑠璃寺) mit den Go Iōzan (医王山) und Yōjuin (養珠院) ist ein Tempel der Buzan-Richtung (豊山派) des Shingon-Buddhismus in der Stadt Matsuyama (Präfektur Ehime). In der traditionellen Zählung ist er der 46. Tempel des Shikoku-Pilgerwegs.

## Geschichte
Der Überlieferung nach soll Priester Gyōki im 1. Jahr Wadō (708) auf dem Wege nach Nara hier vorbeigekommen sein, die Buddha-Lehre verkündet und eine Tempelanlage eingerichtet haben. Er soll aus dem weißen Holz des Sandelbaums die Statue des Yakushi Nyorai geschnitzt haben, dazu die Begleiterinnen Nikkō und Gekkō sowie die  Zwölf himmlischen Generäle. Der Tempel wurde nach dem paradiesischen Land, aus dem der heilige Yakushi herabgestiegen war, Jōruri-ji genannt.
Hundert Jahre später, im Jahr 807, kam Priester Kūkai nach seiner Rückkehr aus China hier vorbei und stellte den heruntergekommenen Tempel wieder her. Als am Ende der Muromachi-Zeit der erkrankte Feldherr Hiraoka (平岡道倚) nach dem Besuch des Tempels geheilt war, kümmerte er sich um den Tempel und dessen Bauwerke.
1715 brannte der Tempel vollständig ab, nur die Kultfiguren konnten gerettet werden. Erst 70 Jahre später konnte der Tempel mit Hilfe der Menschen der Umgebung wieder aufgebaut werden.

## Anlage
Man betritt den Tempel von Osten her, steigt eine Treppe hoch und passiert dann auf der rechten die Tempelglocke (鐘楼, Shōrō 3). Voraus steht die Haupthalle (本堂, Hondō; 1) und rechts daneben die Halle, die dem Tempelgründer gewidmet ist, die Daishidō (大師堂; 2).
Auf dem weiträumigen Tempelgelände stehen chinesische Wacholderbäume, von denen einer tausend Jahre alt ist und von den Pilgern besonders verehrt wird. Im Süden des Tempelbereiches befinden sich mehrere Wasserbecken mit Lotuspflanzen. Im Westen ist ein Garten zum Durchwandern angelegt, auf dessen Beete kleinwüchsige Pfingstrosen gepflanzt sind.

## Bilder

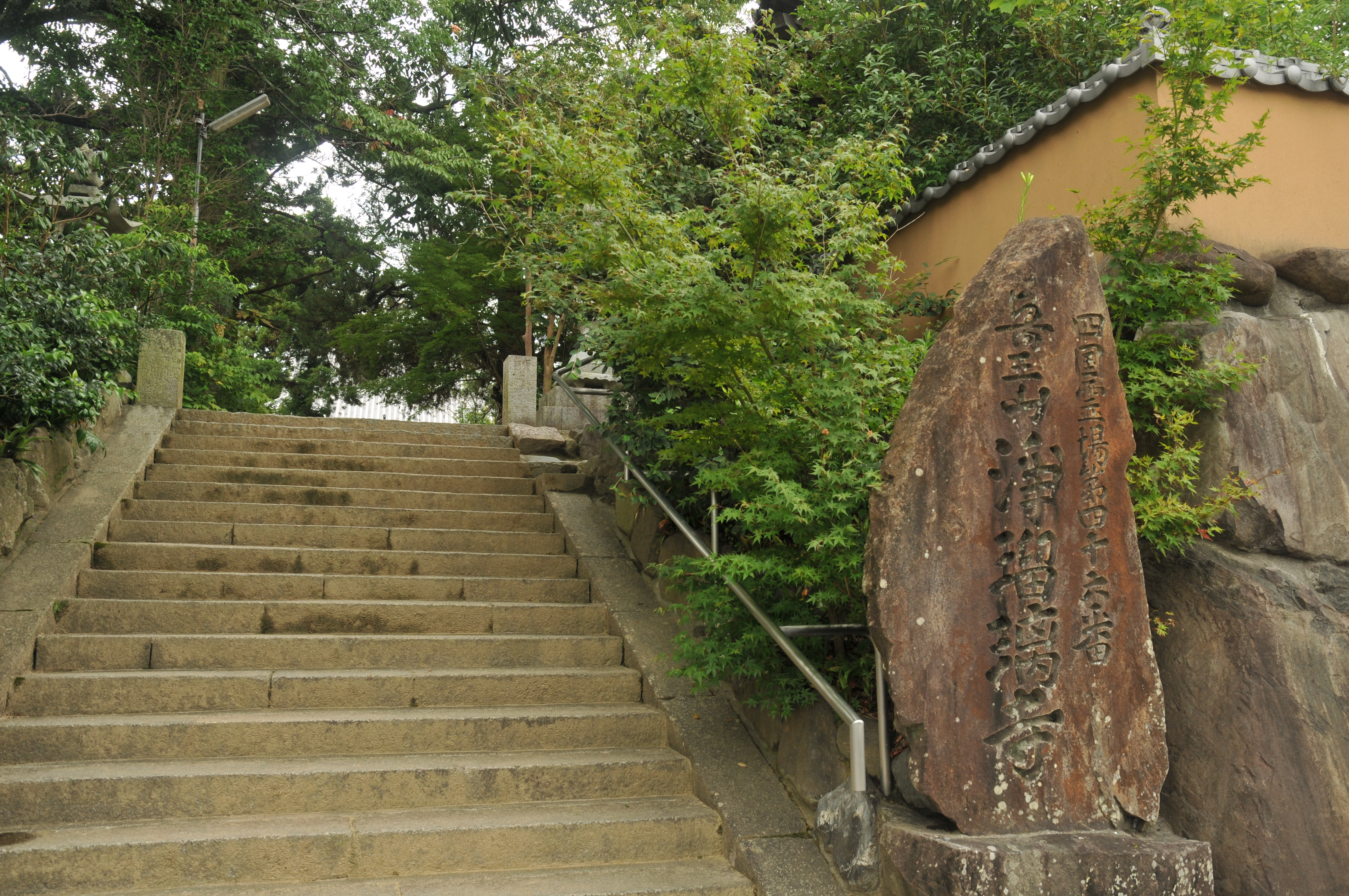
Teppe zum Tempel
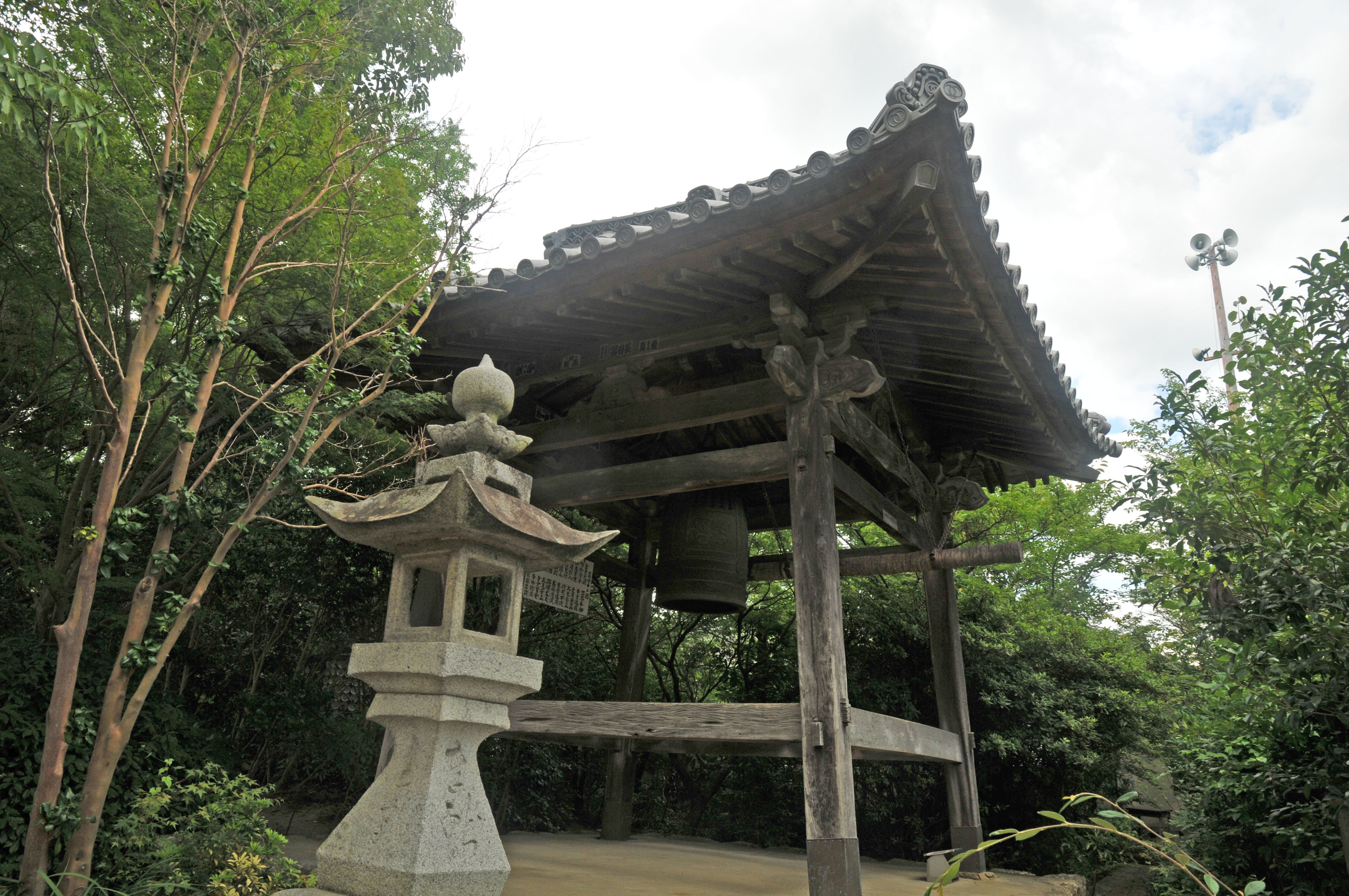
Tempelglocke
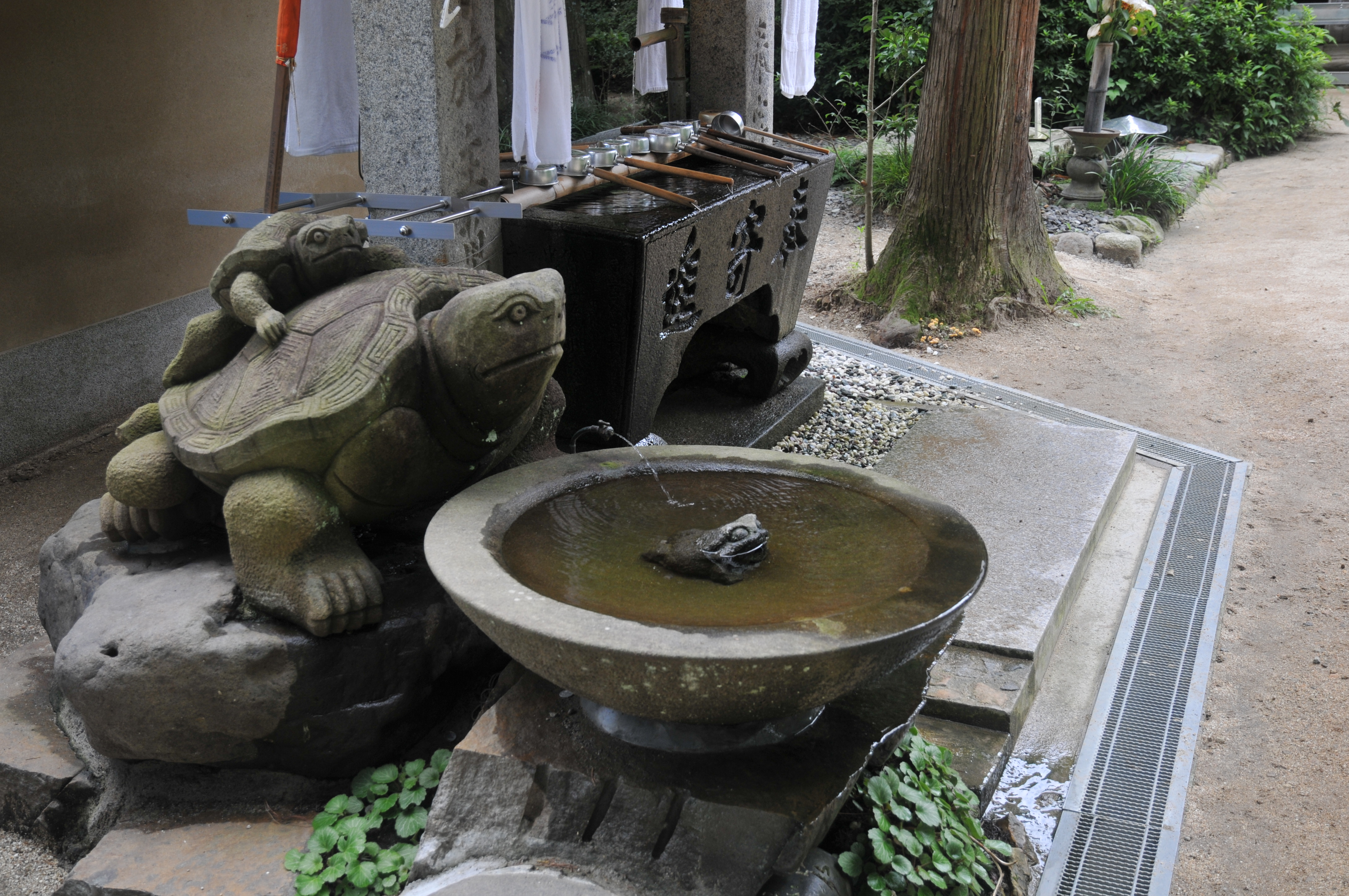
Handwaschbecken
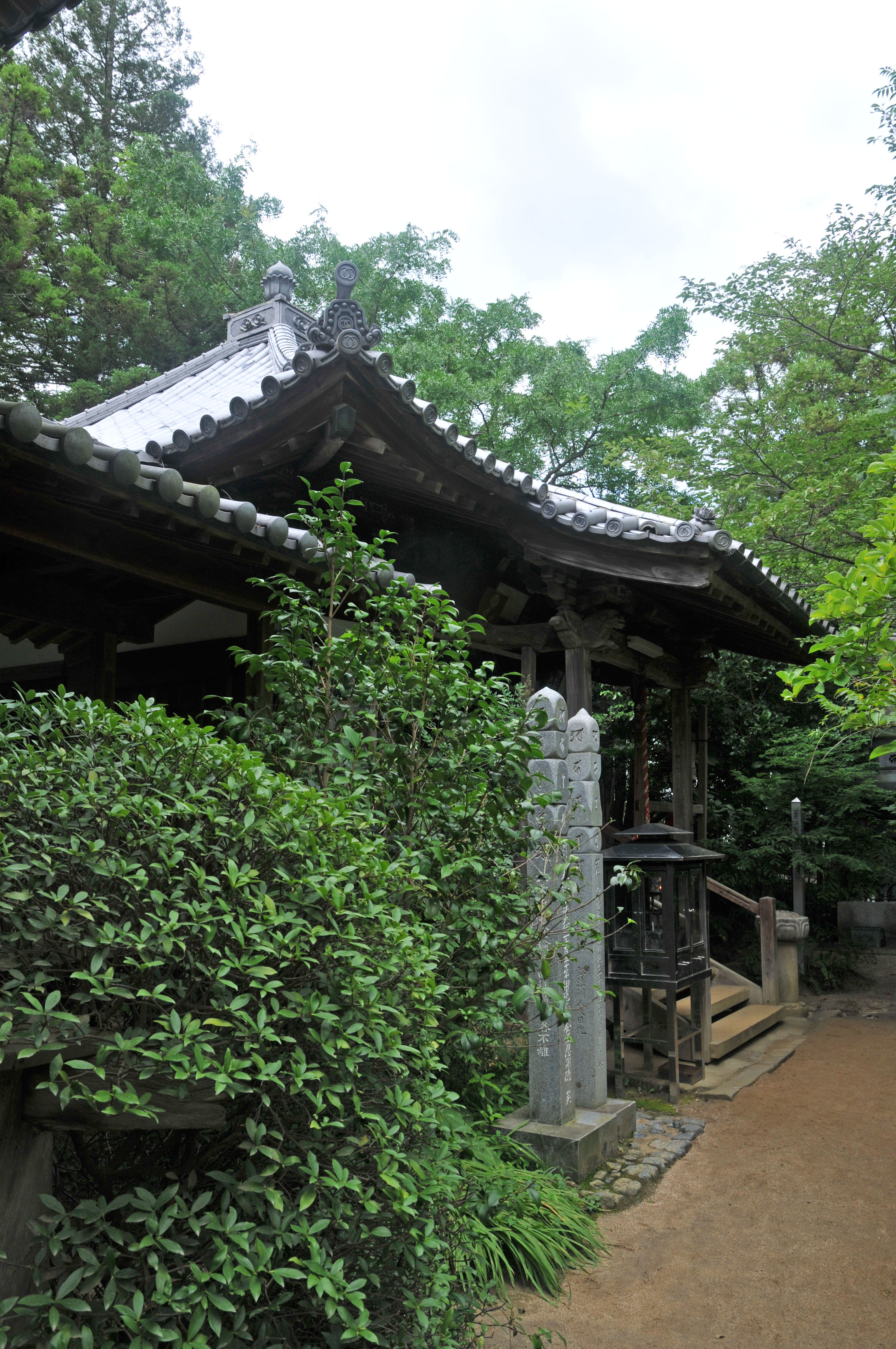
Daishidō
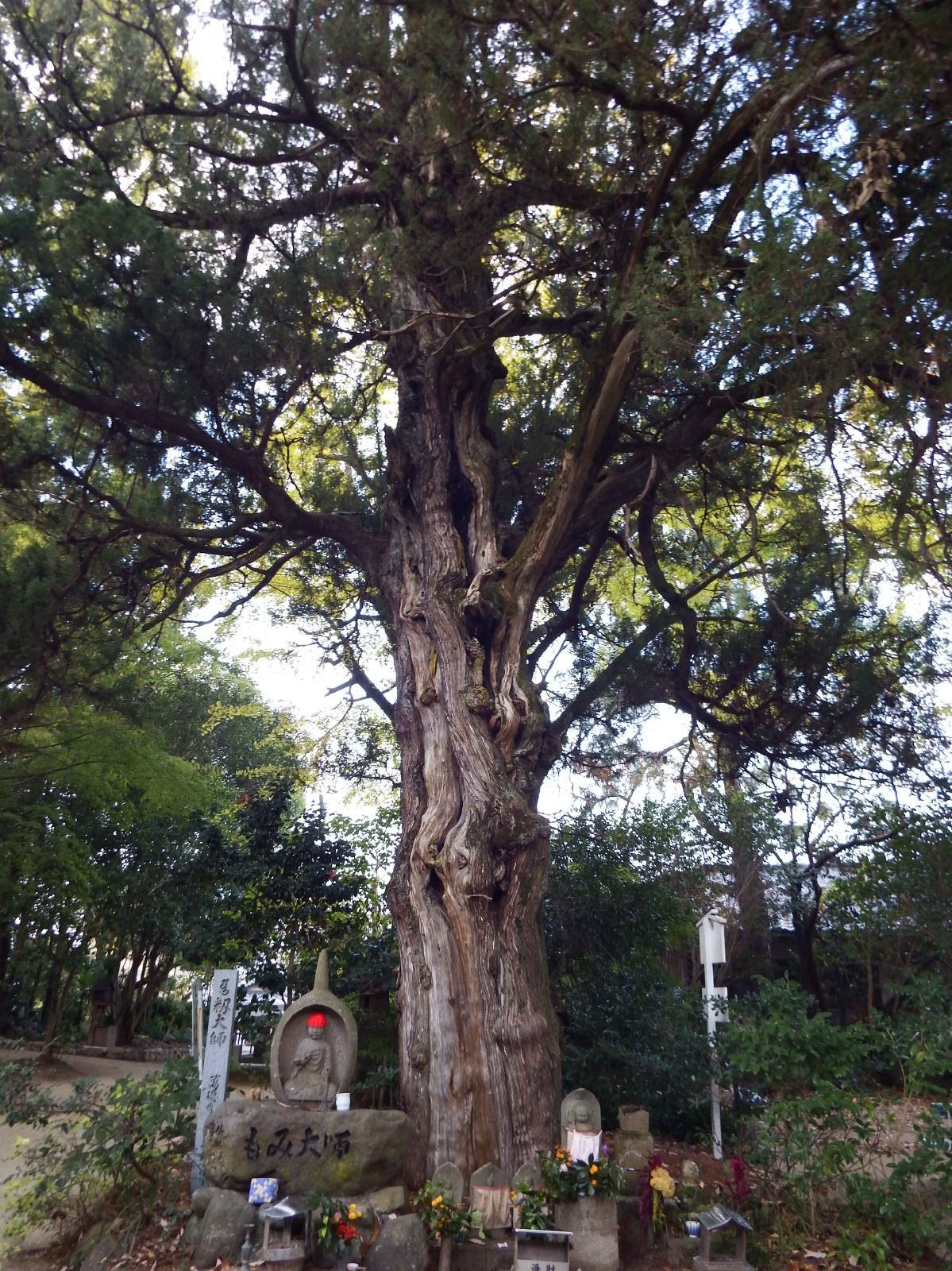
Chinesischer Wacholder
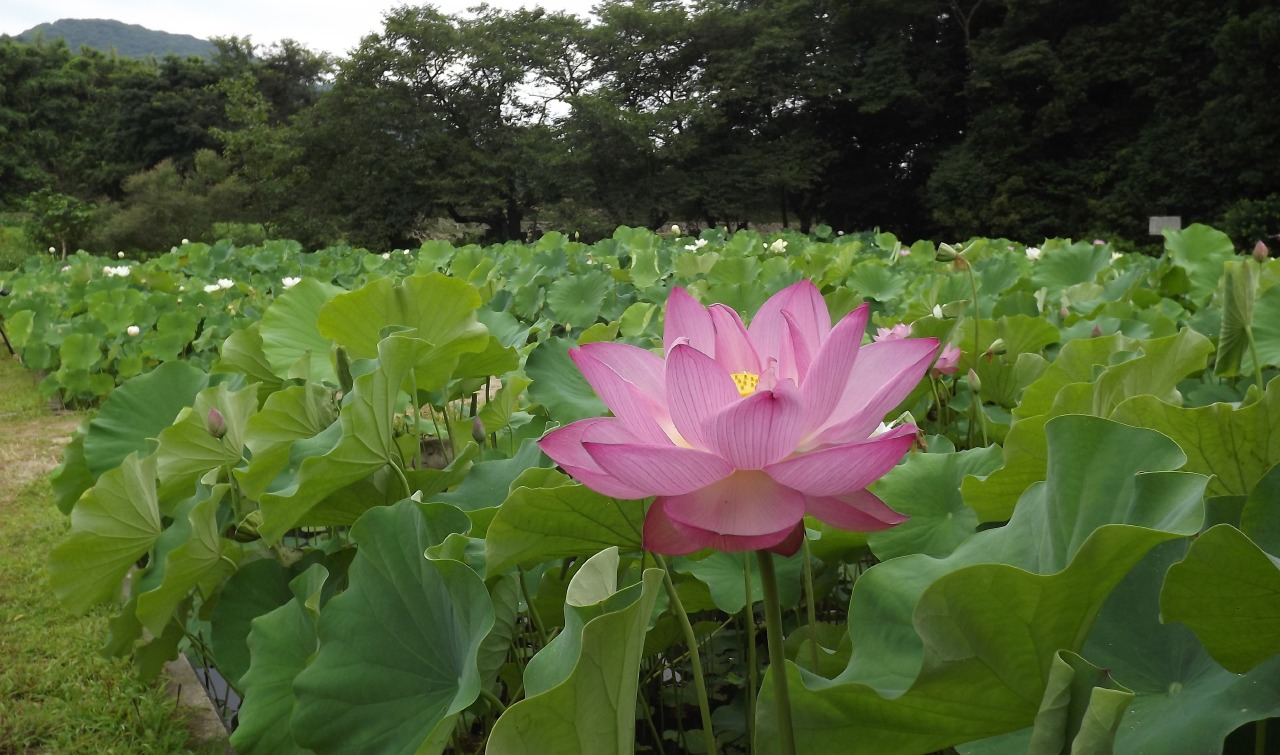
Lotusteich
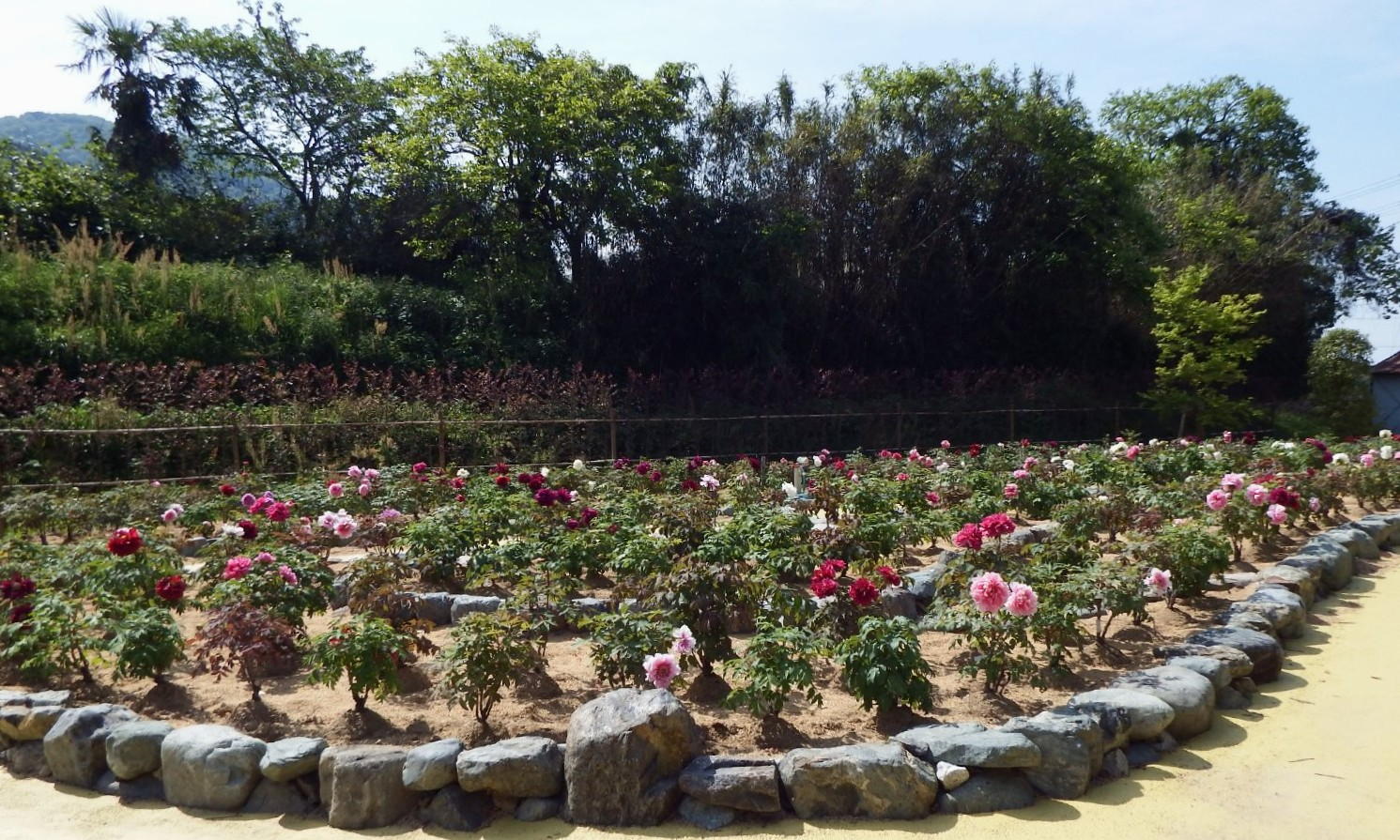
Pfingstrosengarten